# Carpolepidum
Carpolepidum là một chi rêu trong họ Plagiochilaceae.